# Leone di Napoli
Leone (... – Napoli, 834) fu duca di Napoli nell'834 per soli 6 mesi, succedendo al padre Bono.
Sposò Euprassia figlia di Andrea II. Il suo ducato non durò molto, infatti governò il ducato napoletano per sei mesi, in quanto fu spodestato dal suocero Andrea II che si mise al suo posto.